# Nghị định thư Kyōto

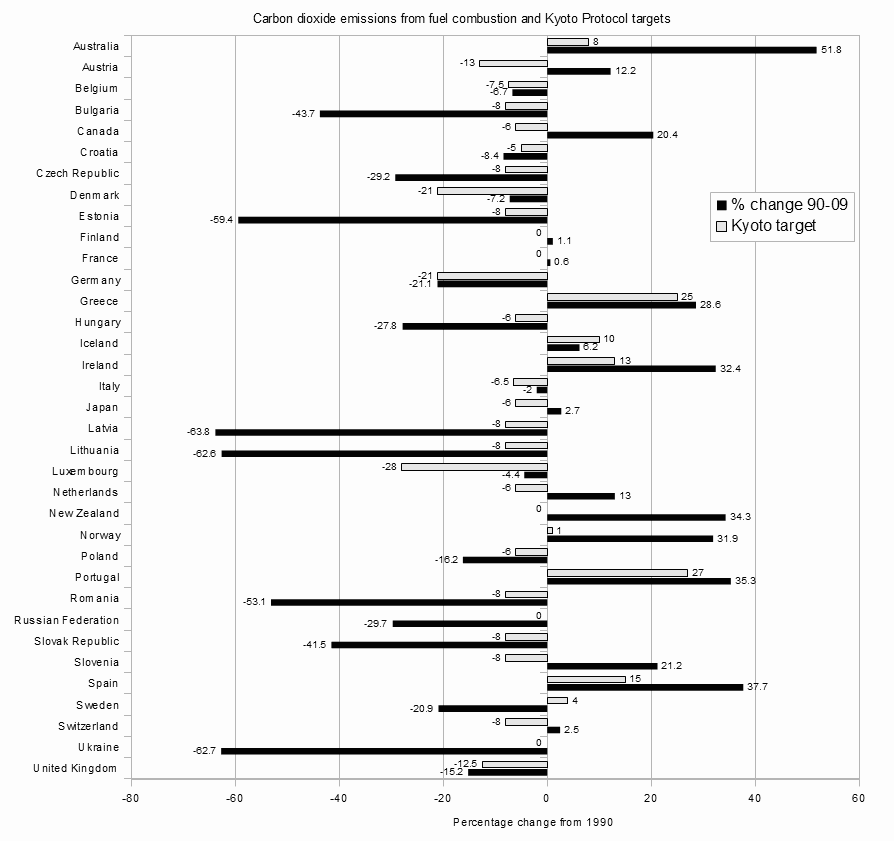
Các bên tham gia Kyōto với các mục tiêu giới hạn phát thải khí nhà kính giai đoạn một (2008–12), và phần trăm thay đổi trong lượng phát thải cacbon dioxide từ đốt cháy nhiên liệu của quốc gia đó từ năm 1990 đến 2009.

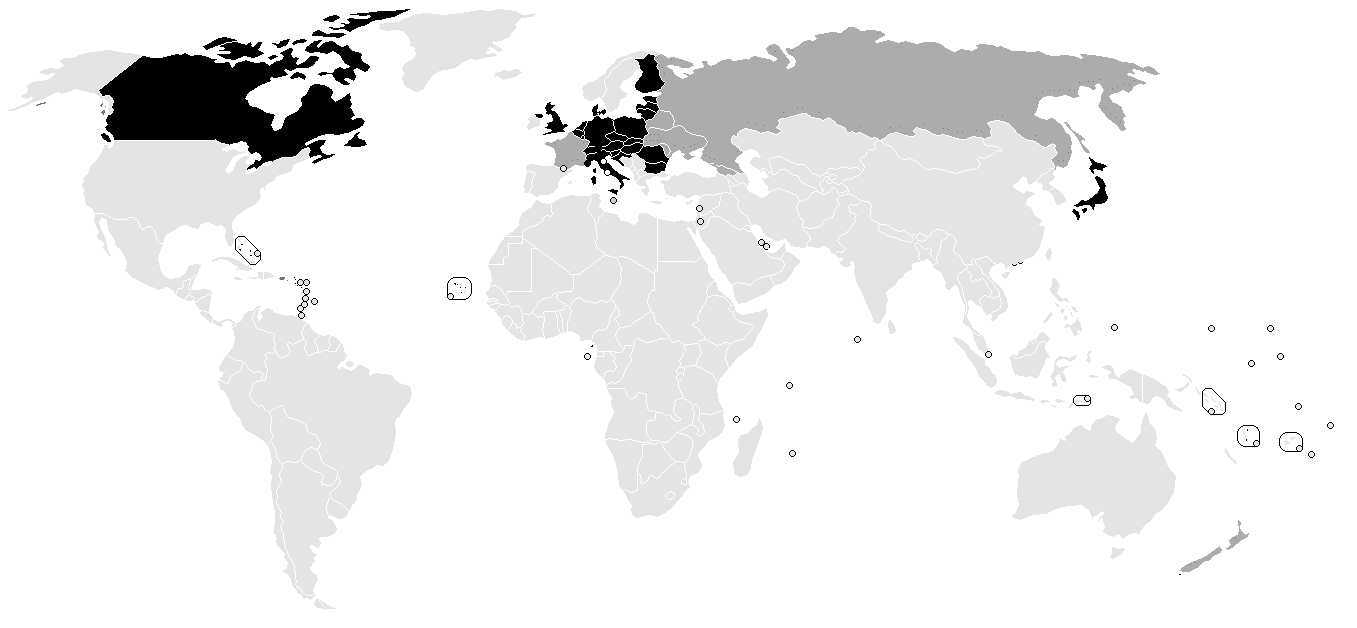
Bản đồ tổng quan các quốc gia cam kết cắt giảm khí nhà kính trong giai đoạn đầu của Nghị định thư Kyōto (2008–12):
Các bên thuộc Phụ lục I, đã đồng ý cắt giảm phát thải khí nhà kính xuống dưới mức individual base year
Các bên thuộc Phụ lục I, đã đồng ý giữ mức phát thải khí nhà kính tại mức base year
Các bên nằm ngoài Phụ lục I, không bị ràng buộc bởi việc giữ nguyên mức hoặc các bên thuộc Phụ lục I với mức phát thải cho phép họ vượt mức base year hoặc các quốc gia chưa thông qua Nghị định thư

Nghị định thư Kyōto là một nghị định liên quan đến Công ước khung Liên Hợp Quốc về Biến đổi khí hậu tầm quốc tế của Liên Hợp Quốc với mục tiêu cắt giảm lượng khí thải gây hiệu ứng nhà kính. Bản dự thảo được ký kết vào ngày 11 tháng 12 năm 1997 tại Hội nghị các bên tham gia lần thứ ba khi các bên tham gia họp nhóm tại Kyōto, và chính thức có hiệu lực vào ngày 16 tháng 2 năm 2005.
Kể từ tháng 9 năm 2011 đã có khoảng 191 nước ký kết tham gia chương trình này. Trong đó có khoảng 36 nước phát triển (với liên minh châu Âu được tính là một) được yêu cầu phải có hành động giảm thiểu khí thải nhà kính mà họ đã cam kết cụ thể trong nghị trình (lượng khí này chiếm hơn 61,6% của lượng khí của nhóm nước Phụ lục I cần cắt giảm). Nghị định thư cũng được khoảng 137 nước đang phát triển tham gia ký kết trong đó gồm Brasil, Trung Quốc và Ấn Độ nhưng không chịu ràng buộc xa hơn các vấn đề theo dõi diễn biến và báo cáo thường niên về vấn đề khí thải.
Bên cạnh đó cũng còn nhiều tranh cãi xung quanh mức độ hiệu quả của nghị định này giữa các chuyên gia, khoa học gia và những nhà hoạt động môi trường. Một vài nghiên cứu về phí tổn bỏ ra nhằm hậu thuẫn cho sự thành công của nghị định cũng đã được quan tâm tiến hành.

## Nội dung chính
Nghị định thư Kyōto là một cam kết được tiến hành dựa trên các nguyên tắc của Công ước khung Liên Hợp Quốc về Biến đổi Khí hậu. Trong đó những quốc gia tham gia ký kết phải chấp nhận việc cắt giảm khí CO2 và năm loại khí gây hiệu ứng nhà kính khác, hoặc có thể tiến hành biện pháp thay thế như mua bán phát thải nếu không muốn đáp ứng yêu cầu đó.
Theo một bài báo về Chương trình biến đổi khí hậu của Liên hiệp quốc thì:
Nghị định thư đại diện cho sự thống nhất giữa các quốc gia công nghiệp trong vấn đề cắt giảm khí thải trên 5,2% so với năm 1990 (lưu ý rằng mức độ cắt giảm theo đó đến năm 2010 phải đạt được thì chỉ tiêu này là khoảng 29%). Mục tiêu hướng đến việc giảm thiểu các loại khí carbon dioxide, methane, dinitơ monoxide, lưu huỳnh hexaflorua, chlorofluorocarbon và perfluorocarbon trong khoảng thời gian 2008-2021. Mức trần đã được quy định cho các nước tham gia cụ thể là 8% mức cắt giảm cho Liên minh châu Âu và 7% cho Hoa Kỳ, 6% với Nhật Bản, 0% với Nga trong khi mức hạn ngạch cho phép tăng của Úc là 8%, và 10% cho Iceland.
Đó là sơ thảo do Công ước khung Liên Hợp Quốc về Biến đổi Khí hậu của Liên hiệp quốc đưa ra - UNFCCC khi được nhất trí trong Hội nghị Thượng đỉnh Trái Đất tại Rio de Janeiro vào 1992. Khi đó chỉ có những nước thuộc Công ước khung Liên Hợp Quốc về Biến đổi Khí hậu mới tham gia ký kết. Sau đó Nghị định thư Kyōto mới được đệ trình trong phiên họp thứ ba của Hội nghị các bên tham gia nằm trong Chương trình khung về vấn đề biến đổi khí hậu được tổ chức vào năm 1997 tại Kyōto, Nhật Bản.
Hầu hết những điều khoản trong Nghị định thư là yêu cầu dành cho các nước công nghiệp phát triển - được liệt vào nhóm Phụ lục I trong UNFCCC, và không có hiệu lực đối với các nguồn khí thải đến từ lãnh vực hàng không và hàng hải thuộc phạm vi quốc tế.
Nghị định thư giờ đây có hiệu lực với hơn 170 quốc gia, chiếm khoảng 60% các nước liên quan đến vấn đề khí thải nhà kính. Tính đến tháng 12 năm 2007, Hoa Kỳ và Kazakhstan là hai nước duy nhất không tiến hành các biện pháp cắt giảm dù có tham gia ký kết nghị định thư. Hiệu lực của bản hiện tại sẽ hết vào năm 2012, để vun đắp thành công cho nghị trình hiện tại, nhiều hội nghị quốc tế với sự tham gia của các bên liên quan đã được tiến hành từ tháng 5 năm 2007.

## Những nguyên tắc chính trong Nghị định thư Kyōto
Nghị định được ký kết bởi chính phủ các quốc gia tham gia Liên hiệp quốc và được điều hành dưới các nguyên tắc do tổ chức này qui ước.
Các quốc gia được chia làm hai nhóm: nhóm các nước phát triển - còn gọi là nhóm Phụ lục I (vốn sẽ phải tuân theo các cam kết nhằm cắt giảm khí gây hiệu ứng nhà kính) và buộc phải có bản đệ trình thường niên về các hành động cắt giảm khí thải; và nhóm các nước đang phát triển - hay nhóm các nước nằm ngoài Phụ lục I (không chịu ràng buộc các nguyên tắc ứng xử như Phụ lục I nhưng có thể tham gia vào Chương trình cơ cấu phát triển sạch).
Các quốc gia thuộc Phụ lục I không đáp ứng được yêu cầu đặt ra như trong bản ký kết sẽ phải cắt giảm thêm một phần ba lượng khí vượt mức cho phép trong thời hạn hiệu lực tiếp theo của nghị định thư.
Kể từ tháng 1 năm 2008 đến hết năm 2012, nhóm nước Phụ lục I phải cắt giảm lượng khí thải để lượng khí thải ra thấp hơn 5% lượng khí vào năm 1999 (với nhiều nước thành viên châu Âu, mức này tương đương khoảng 15% lượng khí họ thải ra vào năm 2008). Trong khi trung bình của lượng khí phải cắt giảm là 5%, mức dao động giữa các quốc gia của Liên minh châu Âu là 8% đến 10% (đối với Iceland), nhưng do ràng buộc với nghị định thư với từng nước trong khối có khác nhau nên một số nước kém phát triển trong EU có thể được phép giữ cho mức tăng đến 27% (so với 1999). Quy ước này sẽ hết hạn vào năm 2013.
Nghị định thư Kyōto cũng cho phép một vài cách tiếp cận linh hoạt cho các nước Phụ lục I nhằm đạt được mục tiêu cắt giảm khí thải bằng cách cho phép các nước này mua lượng khí cắt giảm được từ những quốc gia khác. Điều này có thể đạt được dưới hình thức tài chính hay từ những chương trình hỗ trợ công nghệ cho các nước nằm ngoài Phụ lục I (vốn có tham gia vào Chương trình cơ cấu phát triển sạch - CDM) để các nước này hoàn thành mục tiêu đã ký kết trong Nghị định thư, trong đó chỉ có những thành viên được chứng nhận CER trong Chương trình cơ cấu phát triển sạch mới được phép tham gia.
Trong thực tế, điều này có nghĩa là các nền kinh tế nhóm nước đang phát triển tham gia Kyōto Protocol không bị bắt buộc phải giới hạn lượng khí thải gây ra, nhưng một khi chương trình cắt giảm khí thải được xúc tiến ở các quốc gia này nó sẽ nhận được một lượng hạn ngạch carbon cho phép (Carbon Credit), vốn có thể bán cho các nước Phụ lục I. Quy định này xuất hiện trong Nghị định thư do:
- Có dấu hiệu lo ngại rằng chi phí bỏ ra cho mục tiêu được ký kết trong Nghị định thư là quá đắt đối với các nước Phụ lục I, đặc biệt là các nước đã đầu tư rất hiệu quả cho việc bảo vệ môi trường trên đất nước họ và đã đạt tiêu chuẩn môi trường sạch. Vì lý do đó Nghị định thư cho phép những nước này mua lượng hạn ngạch carbon cho phép (Carbon Credit) từ các nước nhóm nước đang phát triển tham gia Kyōto Protocol trên thế giới thay vì tiến hành nâng cấp tiêu chuẩn môi trường trong nước.
- Điều này được xem như một công cụ hiệu quả nhằm khuyến khích các nước nhóm nước đang phát triển tham gia Kyōto Protocol giảm thiểu khí gây hiệu ứng nhà kính (phát triển bền vững), hơn nữa điều này là rất kinh tế vì lượng đầu tư vào các quốc gia nhóm nước đang phát triển tham gia Kyōto Protocolsẽ tăng lên thông qua việc mua bán hạn ngạch carbon cho phép (với điều kiện các nước này phải tham gia vào chương trình cắt giảm khí thải qua chương trình CDM).

## Mục tiêu chính

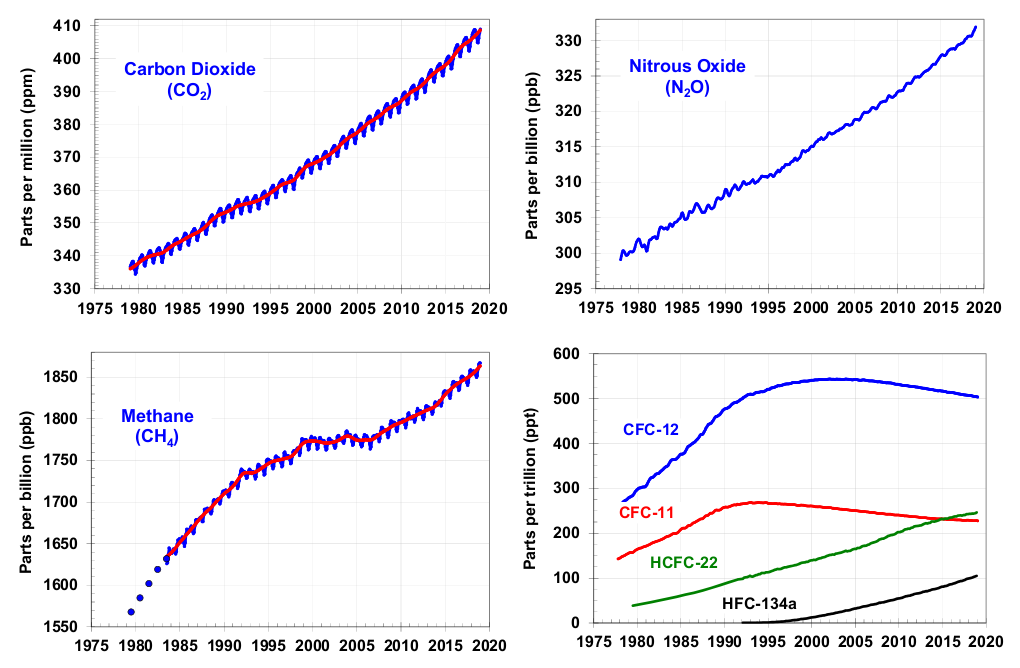
Nghị định thư Kyōto được mong đợi sẽ là một thành công trong vấn đề cắt giảm khí gây hiệu ứng nhà kính.

Mục tiêu được đặt ra nhằm "Cân bằng lại lượng khí thải trong môi trường ở mức độ có thể ngăn chặn những tác động nguy hiểm cho sự tồn tại và phát triển của con người vốn chịu ảnh hưởng sâu sắc của môi trường".
Theo Ủy ban Liên chính phủ về Biến đổi Khí hậu, nhiệt độ toàn cầu sẽ gia tăng từ 1,4°C (2,5°F) đến 5,8°C (10,4°F) từ năm 1990 đến 2100.
Các bên ủng hộ cho cũng nhấn mạnh rằng Nghị định thư Kyōto phải là bước đầu tiên vì các điều kiện để thỏa mãn Công ước khung Liên Hợp Quốc về Biến đổi Khí hậu sẽ được liên tục cân nhắc sửa đổi cho phù hợp nhất để hoàn thành mục tiêu cân bằng khí thải ở mức độ thích hợp cho sự phát triển của con người.

## Con đường đi đến hiệu lực của Nghị định thư Kyōto

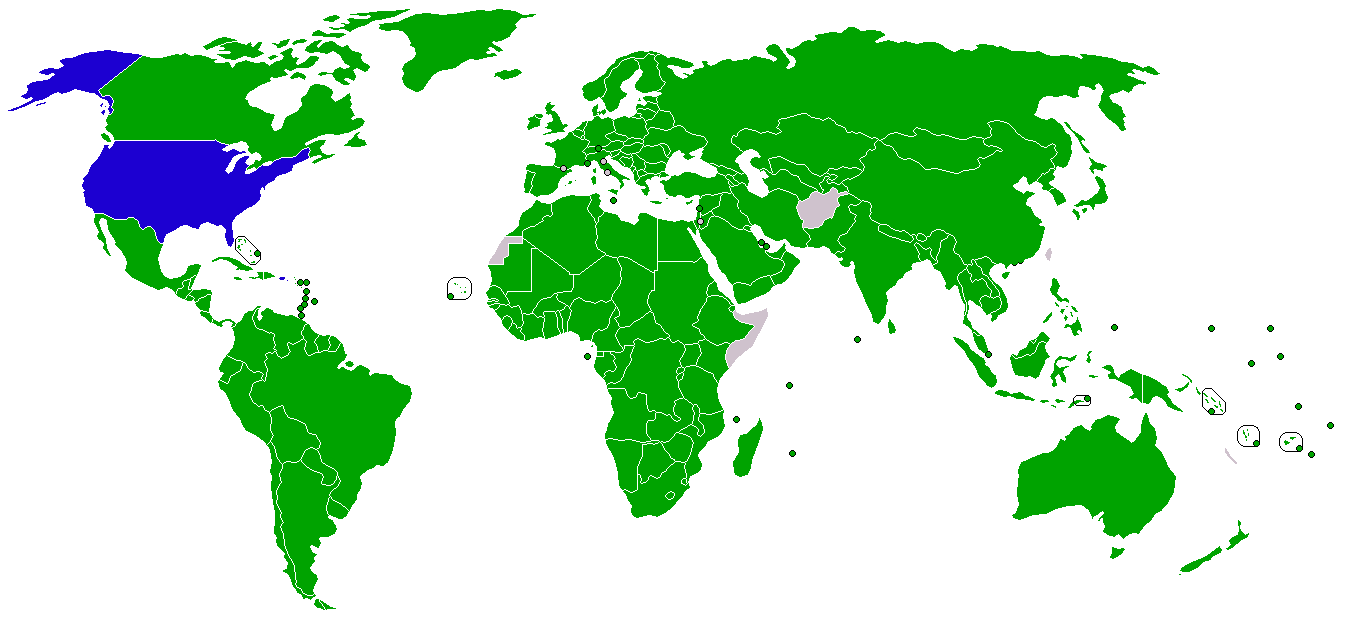
Hiệu lực của Nghị định thư Kyōto: màu xanh cho các nước đã tham gia ký kết, vàng đối với các nước đang tiến hành ký kết, và màu đỏ cho các nước dù có ký kết tham gia (ủng hộ) nhưng không tuân theo các điều khoản của Nghị định thư.

Các điều khoản trong Nghị định thư đã được đưa ra bàn thảo vào tháng 12 năm 1997 tại thành phố Kyōto, Nhật Bản và được đưa ra ký kết thông qua từ 16 tháng 3 năm 1998 đến 15 tháng 3 năm 1999. Sau đó chính thức có hiệu lực từ ngày 16 tháng 2 năm 2005. Đến tháng 11 năm 2007 đã có 175 nước và đại diện chính phủ các nước tham gia ký kết (chiếm hơn 61,1% lượng khí thải từ các nước thuộc Phụ lục I.
Theo điều khoản 25 của Nghị định thư, thời gian hiệu lực sẽ được tính sau khoảng thời gian 90 ngày kể từ khi Nghị định đã có đủ 55 quốc gia tham gia ký kết và lượng khí thải của các nước này phải chiếm ít nhất 55% lượng carbon dioxide do các nước các nước phát triển tham gia ký kết Kyōto Protocol thải ra vào năm 1990. Điều kiện thứ nhất được thoả mãn vào ngày 23 tháng 5 năm 2002 khi số lượng 55 nước tham gia đạt được với chữ ký của Iceland, trong khi điều kiện thứ hai phải đến ngày 18 tháng 11 năm 2004 mới đạt được với sự tham gia của Nga.
Không lâu sau đó, Nghị định thư Kyōto đã chính thức có hiệu lực cho tất cả các bên tham gia ký kết, đó là ngày 16 tháng 2 năm 2005.

## Tình trạng hiện tại của các nước tham gia

### Nhật Bản
Trong cuộc gặp gỡ tháng 11 năm 2007 tại Washington D.C., Thủ tướng Nhật Bản Yasuo Fukuda và Tổng thống Hoa Kỳ George W. Bush nhấn mạnh về sự hợp tác tiếp tục giữa hai nước về vấn đề biến đổi khí hậu, phát triển sạch và an ninh năng lượng. Theo đó hai bên đã cùng đưa ra các cam kết:
- Quyết không để Hiệp định khung về vấn đề biến đổi khí hậu (ở VN hay gọi là Công ước khung) Bali sụp đổ và cùng lập nên một "Lộ trình Bali "nhằm tạo một sức nặng cần thiết" cho các cuộc hội đàm để thông qua một Hiệp định hoàn chỉnh vào 2012.
- Liên quan đến Hội nghị thượng đỉnh G8 sẽ được tổ chức ở Toyako, Hokkaido sắp tới, hai nước cam kết lẫn nhau về việc thỏa mãn các yêu cầu về vai trò đối với các nghĩa vụ trên cương vị là thành viên của G8, song song đó hai nước sẽ tiếp tục hợp tác để có bước tiến rõ ràng hơn cho một Hiệp định khung nhận nhiều sự đồng thuận vào 2012.
- Lập một chương trình riêng trong Hội nghị thượng đỉnh G8 nhằm xác định các đóng góp cụ thể cho công tác bảo vệ môi trường của từng nước trước năm 2009 và cùng theo đuổi một thỏa ước trong đó cho phép dung hoà giữa các cam kết môi trường đi kèm một nền kinh tế phát triển bền vững.
- Cùng tập trung vào các thảo luận để có một nền kinh tế bền vững dựa trên các tiêu chuẩn môi trường toàn cầu:

1. Một mục tiêu dài hạn cho công tác cắt giảm khí gây hiệu ứng nhà kính đi cùng với mục tiêu phát triển kinh tế.
2. Các chương trình quốc gia cho phép xác định các mục tiêu trung hạn để hỗ trợ cho mục tiêu toàn cầu kèm với các công cụ chính sách thích hợp nhằm theo dõi tiến trình bảo vệ môi trường một cách hiệu quả nhất.
3. Tiến hành các dự án hợp tác phát triển công nghệ và triển khai các chiến lược trong các lãnh vực chủ chốt gồm nhà máy phát điện có hàm lượng khí cacbon thải thấp, công nghệ sạch trong phương tiện chuyên chở, các chương trình khai thác đất đai, chú ý phát triển các nguồn năng lượng thay thế (nguyên tử, mặt trời, năng lượng gió) và nâng cao tiêu chuẩn môi trường hiện tại.
4. Có biện pháp cơ cấu các khoản tài chính cho mục tiêu hỗ trợ phát triển công nghệ sạch đi kèm với các chính sách thích hợp kích thích tiêu dùng các sản phẩm hàng hóa dịch vụ từ công nghệ sạch.
5. Nhanh chóng cải cách các chính sách theo dõi tiến trình bảo vệ môi trường hiện tại để các nước thành viên Liên hiệp quốc đều có thể cùng áp dụng tham gia.

- Góp phần nêu bật các giá trị có được thông qua các chương trình hỗ trợ phát triển môi trường toàn cầu, nhấn mạnh sự hợp tác giữa khu vực công và tư trong các đề án phát triển như đã đề cập trong Thỏa thuận của liên hiệp châu Á - Thái Bình Dương về khí hậu và phát triển sạch (Asia-Pacific Partnership on Clean Development and Climate-APP)
- Tiếp tục vai trò lãnh đạo của hai nước trong nhiệm vụ nghiên cứu và phát triển năng lượng và công nghệ môi trường sạch, song song với việc khuyến khích các nền kinh tế phát triển khác tiếp tục tăng ngân sách cho việc bảo vệ môi trường.
- Cải thiện hợp tác trên các lãnh vực về năng lượng nguyên tử dưới các điều ước ký kết trong Cộng tác toàn cầu về năng lượng hạt nhân (Global Nuclear Energy Partnership) và Kế hoạch hợp tác năng lượng hạt nhân Mỹ - Nhật (U.S.-Japan Joint Nuclear Energy Action Plan) nhằm đạt được các mục tiêu về cắt giảm khí thải trên nền tảng các tiêu chuẩn an toàn và hạn chế vũ khí hủy diệt hàng loạt.

## Cùng chung trách nhiệm nhưng chấp nhận khác biệt
Chương trình khung về vấn đề thay đổi khí hậu của Liên Hợp Quốc đồng ý về sự có mặt của điều khoản trong đó nhấn mạnh về trách nhiệm chung của các nước tham gia nhưng cũng cho phép sự khác biệt của từng nước, theo đó:
- Vấn đề khí thải gây hiệu ứng nhà kính đã xuất hiện từ rất lâu và phần nhiều liên quan đến các nước công nghiệp phát triển.
- Lượng khí thải tính theo đầu người tại các nước đang phát triển nhìn chung là không cao
- Phần khí thải của các nước đang phát triển phải được tăng lên để đáp ứng cho nhu cầu hiện tại của xã hội và để thỏa mãn các nhu cầu phát triển khác[13].

Nói cách khác, những quốc gia như Trung Quốc, Ấn Độ và các nước đang phát triển khác sẽ không bị ràng buộc bởi những hạn mức trong Nghị định thư Kyōto do không phải là những nhân tố chính tham gia vào thời kì phát triển tiền công nghiệp. Tuy nhiên những nước này vẫn có trách nhiệm chia sẻ những quan điểm chung với các nước khác về trách nhiệm đối với vấn đề cắt giảm khí thải gây hiệu ứng nhà kính.

## Thương mại khí thải

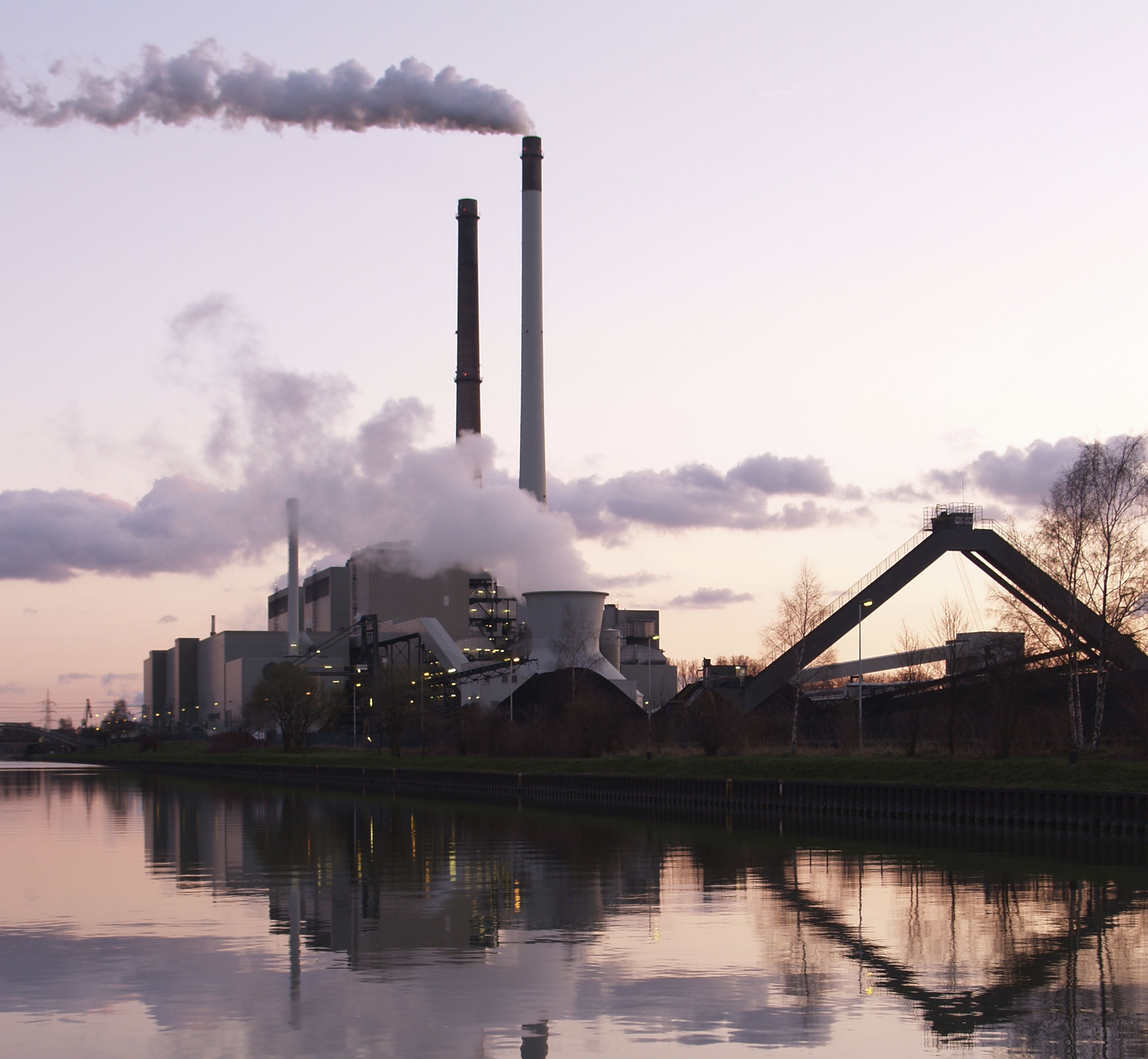
Một nhà máy nhiệt điện chạy bằng than ở Đức. Do những tiêu chuẩn cắt giảm khí thải từ Kyōto Protocol, than đá sẽ trở thành dạng năng lượng kém cạnh tranh trong tương lai.

Nghị định thư Kyōto chấp nhận một hệ thống cho phép thương mại hóa lượng khí thải cắt giảm gọi là "cap and trade system" nhằm giúp các nước phát triển tham gia Nghị định thư Kyōto một cách linh hoạt hơn khi tiến hành các biện pháp cắt giảm khí gây hiệu ứng nhà kính. Bình quân những nước này cần phải đạt mục tiêu lượng khí thải hàng năm thấp hơn 5.2% so với lượng thải năm 1990 và cam kết này có hiệu lực từ 2008 đến 2012. Mặc dù điều này được áp dụng cho mọi thành phần kinh tế nhưng trong thực tế các nước tham gia điều tiến hành đối với các loại hình liên quan đến các cơ sở công nghiệp sản xuất năng lượng và giấy. Một ví dụ về loại hình thương mại khí thải này phải kể đến là chương trình thương mại khí thải của Liên minh châu Âu Tại Hoa Kỳ, có thị trường quốc gia về giảm thiểu mưa acid và một số thị trường khu vực về giảm thiểu nitơ oxide.
Điều này có nghĩa những thành phần mua hạn ngạch sẽ là những đơn vị sản xuất kinh doanh có mức khí thải vượt quá số hạn ngạch cho phép (Đơn vị cấp phát cố định - the Assigned Allocation Units, AAUs hay ngắn gọn là "Mức cho phép"). Cụ thể những đơn vị sản xuất này sẽ phải mua thêm số AAUs trực tiếp từ một bên khác nhằm gia tăng mức hạn ngạch cho phép, chủ yếu từ chương trình cơ cấu phát triển sạch - CDM hoặc dưới các hình thức trao đổi thương mại khác.
Vì hạn ngạch carbon cho phép là những đơn vị có thể thương mại hóa dưới hình thức định dạng giá cả nên những nhà đầu tư có thể mua lại nhằm mục đích đầu cơ hay dành cho các thương vụ tương lai. Các giao dịch trên thị trường thứ cấp này sẽ giúp giá cả của mức hạn ngạch carbon cho phép thay đổi linh hoạt hơn nhằm giúp các cơ sở kinh doanh hay các dự án đầu tư nhằm thu hút vốn nước ngoài (ví dụ như Trung Quốc muốn thu hút đầu tư vào nước họ thì chính phủ sẽ hỗ trợ các thành phần kinh doanh hạn ngạch carbon bằng các hình thức trợ giá, và như vậy các cơ sở sản xuất ở TQ sẽ mua hạn ngạch carbon với giá thấp hơn so với các cơ sở ở Thụy Điển chẳng hạn).
Hạn ngạch khí thải quy định trong Nghị định thư Kyōto được cung cấp bởi chương trình cơ cấu phát triển sạch - CDM và chương trình hỗ trợ bổ sung - Joint Implementation (Projects)/JI. Chương trình cơ cấu phát triển sạch/CDM cho phép các nước đang phát triển tham gia Kyōto Protocol thương mại hóa các khoản hạn ngạch carbon của nó trong khi Chương trình hỗ trợ bổ sung/JI cho phép các nước Phụ lục I qui đổi lượng khí thải vượt trần cho phép (đã cam kết khi ký Nghị định thư Kyōto) sang lượng khí thải tương ứng của các nước nằm ngoài Phụ lục I có tham gia Chương trình cơ cấu phát triển sạch dưới dạng các đơn vị hạn ngạch carbon. Chương trình CDM sẽ cung cấp Chứng nhận cắt giảm khí thải (CERs), và chương trình JI sẽ đưa ra Đơn vị khí thải cắt giảm (Emission Reduction Units - ERUs), vốn dĩ có giá trị tương đương với một đơn vị cấp phát cố định (the Assigned Allocation Units - AAUs).

## Ủng hộ
Những người ủng hộ Nghị định thư Kyōto cho rằng công cuộc đấu tranh giảm thiểu các loại khí thải gây hiệu ứng nhà kính là việc làm tối quan trọng vì các loại khí này là nguyên nhân hàng đầu gây ra tình trạng ấm nóng toàn cầu. Ý kiến này cũng đã được minh chứng bằng nhiều nghiên cứu.
Hầu như toàn bộ quốc hội của các nước tham gia ký kết điều ủng hộ các quy tắc ứng xử trong Nghị định thư. Trong đó phần nhiều là các quốc gia thuộc Liên minh châu Âu và các tổ chức bảo vệ môi trường. Bản thân Liên Hợp Quốc và các cơ quan tham vấn phát triển công nghệ (chủ yếu là của các nước G8) cũng đã đệ trình những báo cáo ủng hộ cho tương lai của Nghị định thư Kyōto.
Một nhóm các tổ chức thương mại lớn của Canada cũng lên tiếng kêu gọi những hành động cấp bách cho vấn đề ấm nóng toàn cầu và nhấn mạnh rằng Nghị định thư Kyōto chỉ là bước quan trọng đầu tiên.

## Phản đối
Một vài chuyên gia quan tâm đến vấn đề gia tăng nhiệt độ toàn cầu cho rằng Nghị định thư sẽ có tác động tiêu cực đến sự gia tăng của các nền dân chủ trên thế giới do các tác động của nó trong tiến độ chuyển giao thành quả công nghiệp cho các nước thuộc thế giới thứ ba. Một số khác lại cho rằng những đóng góp của Nghị định thư không đủ cho vấn đề cắt giảm lượng khí thải cần thiết cho mục tiêu mà nó đề ra.
Mặt khác cũng có tiếng chỉ trích từ các chuyên gia kinh tế môi trường với suy nghĩ rằng chi phí bỏ ra cho hoạt động duy trì mục tiêu Nghị định thư là vượt xa hiệu quả mà nó mang lại, họ cũng bày tỏ hoài nghi về sự lạc quan quá mức trong khi chỉ có một lượng nhỏ khí thải được cắt giảm thông qua các cam kết.

## Bảng theo dõi tăng khí thải nhà kính từ năm 1990
Dưới đây là Bảng theo dõi tăng khí thải nhà kính từ năm 1990 đến năm 2004 của một số quốc gia trong Hiệp định thay đổi Khí hậu theo báo cáo của Liên Hợp Quốc
| Nước           | Thay đổi khí gas Emissions (1990-2004) không kể LULUCF | Thay đổi khí gas Emissions (1990-2004) kể cả LULUCF | Mục tiêu giảm theo EU tới năm 2012 | Mục tiêu 2008-2012 |
| -------------- | ------------------------------------------------------ | --------------------------------------------------- | ---------------------------------- | ------------------ |
| Đan Mạch       | -19%                                                   | -22.2%                                              | -20%                               | -11%               |
| Đức            | -17%                                                   | -18.2%                                              | -21%                               | -8%                |
| Canada         | +27%                                                   | +26.6%                                              | n/a                                | -6%                |
| Australia      | +25%                                                   | +5.2%                                               | n/a                                | +8%                |
| Tây Ban Nha    | +49%                                                   | +50.4%                                              | +15%                               | -8%                |
| Na Uy          | +10%                                                   | -18.7%                                              | n/a                                | +1%                |
| New Zealand    | +21%                                                   | +17.9%                                              | n/a                                | 0%                 |
| Pháp           | -0.8%                                                  | -6.1%                                               | 0%                                 | -8%                |
| Hy Lạp         | +27%                                                   | +25.3%                                              | +25%                               | -8%                |
| Ireland        | +23%                                                   | +22.7%                                              | +13%                               | -8%                |
| Nhật Bản       | +6.5%                                                  | +5.2%                                               | n/a                                | -6%                |
| Vương quốc Anh | -14%                                                   | -58.8%                                              | -12.5%                             | -8%                |
| Bồ Đào Nha     | +41%                                                   | +28.9%                                              | +27%                               | -8%                |
| EU-15          | -0.8%                                                  | -2.6%                                               | n/a                                | -8%                |

Dưới đây là Bảng theo dõi tăng khí thải nhà kính ở một số nước.
| Nước          | Thay đổi khí gas Emissions (1992-2007) |
| ------------- | -------------------------------------- |
| Ấn Độ         | +103%                                  |
| Trung Quốc    | +150%                                  |
| Hoa Kỳ        | +20%                                   |
| Liên bang Nga | -20%                                   |
| Nhật Bản      | +11%                                   |
| Toàn cầu      | +38%                                   |